# جواد الله وردي
جواد الله وردي (بالفارسية: جواد الله‌وردی)، من مواليد 16 يونيو 1954م، وهو لاعب كرة قدم إيراني معتزل، شارك في مع منتخب إيران لكرة القدم مباراة واحدة في نهائيات كأس العالم سنة 1978م والتي أستضافته الأرجنتين، بالإضافة لمشاركته مع منتخب بلاده في دورة الألعاب الأولمبية الصيفية التي أستضافته مدينة ميونخ الألمانية سنة 1972م.